# Základní škola Porubská 832
Základní škola Porubská 832 se nachází v Ostravě-Porubě v Moravskoslezském kraji. Škola má statut příspěvkové organizace, sídlí na adrese Porubská 12/832, 708 00 Ostrava-Poruba. Škola je cíleně zaměřená na sport a pohybové aktivity. Historickou hodnotu má také budova školy a její výzdoba.

## O škole
Škola se již od 70. let 20. století zaměřuje na výchovu dětí, pro které je sportování a pohyb přirozenou součástí života. Školu navštěvují většinou žáci, kteří se závodně věnují různým sportům, především atletice, hokeji, fotbalu, plavání, florbalu, krasobruslení, gymnastice aj. V rámci vlastní aktivity „Škola plná života a sportu“, usiluje škola o to, aby se stala tělesná kultura přirozenou náplní všedního dne našich žáků i v přetechnizovaném 21. století. Pravidlem je, že v každém ročníku je vytvořena alespoň jedna sportovní třída pro sportově talentované žáky. Škola dlouhodobě spolupracuje s porubským atletickým oddílem Atletika Poruba a dalšími sportovními oddíly na výchově talentovaných sportovců. Škola má také vlastní atletické a sportovní hřiště. Součástí školy je také jídelna a školní družina. Zřizovatelem školy je statutární město Ostrava, Městský obvod Poruba.

### Umělecká díla
Nad vchodem do budovy školy (na parapetu vstupního rizalitu) jsou umístěny čtyři sochy „Školáci“ od Jiřího Myszaka (1925–1990) z období socialistického realismu, které jsou vyrobeny z umělého kamene.. Ve vstupních dveřích ZŠ Porubská 832 jsou také umístěna umělecká dekorativní skla od neznámého autora pocházejících snad ze 60. let 20. století.. Sochy i dekorativní skla tak doplňují cenný původní historický vzhled školy v návaznosti na poměrně ucelený soubor historické výstavby poválečné Poruby (Městská památková zóna Ostrava-Poruba) v architektonickém slohu socialistického realismu.

## Další informace
V těsném sousedství se nachází velmi „podobná“ Základní škola generála Zdeňka Škarvady, která je postavena ve stejném stylu. Přímo naproti škole je Zimní stadion Ostrava-Poruba, v peší vzdálenosti se nachází např. Hlavní třída, Vozovna Poruba, Poeziomat Ostrava-Poruba či VŠB – Technická univerzita Ostrava. 
Sportovní třídu základní školy navštěvovala a v rámci atletického klubu Atletika Poruba v přilehlém sportovním areálu trénovala budoucí olympijská oštěpařka Nikola Ogrodníková.

## Galerie

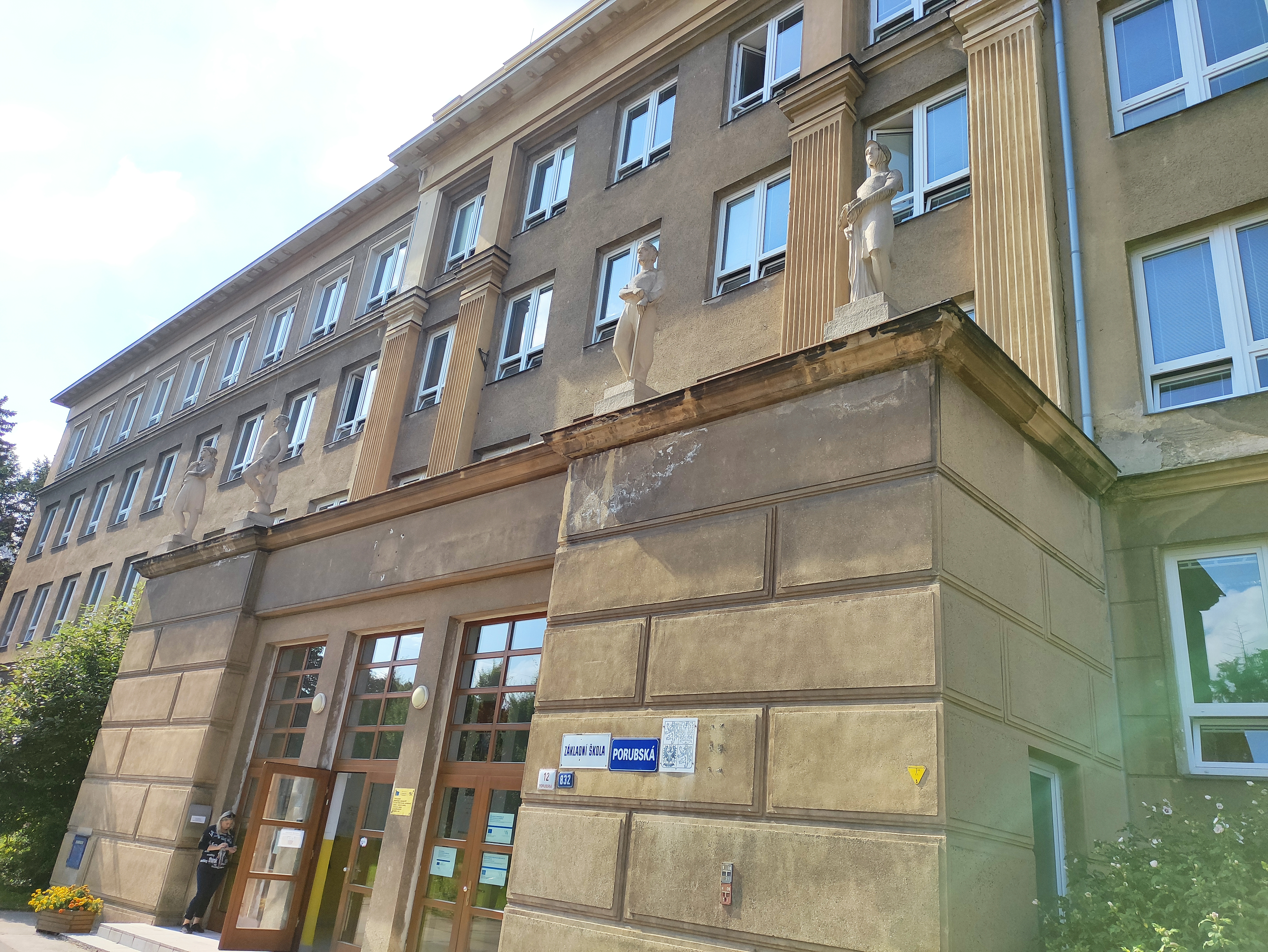
Průčelí budovy ZŠ Porubská